# Lohmen, Sachsen
Lohmen är en kommun och ort i Landkreis Sächsische Schweiz-Osterzgebirge i förbundslandet Sachsen i Tyskland. Kommunen har cirka 3 100 invånare.
Kommunen ingår i förvaltningsområdet Lohmen/Stadt Wehlen tillsammans med kommunen Stadt Wehlen.